# Apobletes feriatus
Apobletes feriatus är en skalbaggsart som beskrevs av Lewis 1902. Apobletes feriatus ingår i släktet Apobletes och familjen stumpbaggar. Inga underarter finns listade i Catalogue of Life.